# II. Anaxandridész spártai király

II. Anaxandridész (görögül: Αναξανδρίδης) (? – Kr. e. 519/513) az ókori Spárta királya volt Kr. e. 560-tól (?) haláláig az Agiadák dinasztiájából. II. Anaxandridész néven is szerepel, ha együtt számozzák a két párhuzamos spártai dinasztia királyait, mert az Eurüpóntidák között is volt egy Anaxandridész az előző évszázadban.
Anaxandridész első felesége az unokahúga, Lampitó volt, akitől hosszú ideig nem született gyereke. Az ephoroszok rá akarták kényszeríteni a válásra, nehogy kihaljon az Agiada-dinasztia, de Anaxandridész nem engedett. Az ephoroszok ekkor kompromisszumot ajánlottak neki, a többnejűség lehetőségét. Második feleségétől – Prinetadész lányától, Khilón rokonságából – született a későbbi király, Kleomenész. Ezután viszont első felesége is teherbe esett - második feleségének rokonsága súlyos gyanúsítgatásokkal élt az eset kapcsán - és megszületett Dórieusz. Később első feleségétől még két fia Leónidasz és Kleombrotosz született, míg második feleségétől már nem született több.
Uralkodása idején a korábbi sok sikertelen próbálkozás után Spártának sikerült legyőznie Tegeát.